# Jolanda, la figlia del Corsaro Nero (film 1921)
Jolanda, la figlia del corsaro nero è un film del 1921, diretto da Vitale De Stefano,  che faceva parte di  un ciclo di 5 pellicole tratte dalla serie I corsari delle Antille scritta da Emilio Salgari.

## Trama
Figlia del Corsaro nero e di Honorata e nata in Italia, Jolanda torna ai Caraibi per reclamare il patrimonio del nonno Van Gould.  Ma il suo viaggio è contrastato dall'attuale governatore spagnolo Medina. Il pirata Morgan, già luogotenente del Corsaro nero viene a sapere che Jolanda è prigioniera e riesce a liberarla. Ma, durante il viaggio di ritorno, un naufragio li spinge su un'isola dove si innamorano. A causa di un traditore Jolanda è di nuovo fatta prigioniera e condotta a Panama. Morgan raccoglie un gruppo di pirati, assalta la fortezza, libera la giovane ed uccide i loro nemici. In seguito sposa Jolanda e diventa governatore della Jamaica per il regno d'Inghilterra.

## Produzione
Jolanda, la figlia del Corsaro Nero, tratto dall'omonimo romanzo salgariano, fu il terzo film di una serie prodotta dalla "Rosa Film", a sua volta basata sul ciclo avventuroso I corsari delle Antille composto da 5 romanzi, di cui, nell'ordine cronologico, questo è il terzo. La pellicola era divisa in due episodi, senza titolo autonomo, lunghi 1.845 e 940 metri L'intero ciclo rappresenta la prima trasposizione cinematografica mai realizzata da opere dello scrittore veronese, che da allora conobbe una grande fortuna sugli schermi. 

L'attrice Ketty Watson (Adele Marinelli) interpretò il personaggio di Jolanda

In questa occasione la direzione di tutte le pellicole venne affidata a Vitale De Stefano, che aveva esordito con compagnie teatrali dialettali piemontesi, per poi passare negli anni precedenti la guerra al fiorente ambiente della cinematografia torinese  dove aveva lavorato con la "Itala Film", la "Savoia Film" e la "Ambrosio" . Era poi arrivato alla notorietà con l'interpretazione di Massinissa nel Cabiria del 1914. Anche in questa occasione fu interprete, oltreché regista.
La "Rosa Film" era un'azienda di produzione cinematografica fondata a Milano nel 1916 da Alfredo de Rosa, nata proprio, con gli auspici dei figli di Salgari, per portare sugli schermi i racconti avventurosi ideati dalla fantasia dello scrittore. Tuttavia, solo nel 1920 gli ambiziosi progetti iniziali dell'azienda si tradussero nell'acquisizione del Parco Gorla, dove vennero costruiti alcuni "set" e fu solo in quell'anno che si dette il via alla lavorazione dei film del ciclo.
Una promozione della "Rosa Film" pubblicata nell'aprile 1921 dava come ultimata la serie basata sui 5 romanzi. Nello stesso periodo, però, si stava aggravando le crisi della cinematografia italiana, che poi per tutti gli anni 20 ne avrebbe compromesso l'esistenza, rendendo vani gli appelli alla «necessità di riconquista nei mercati stranieri, essendo passato il tempo in cui il solo fatto di essere italiana era sufficiente a valorizzare la merce». Neppure la costituzione, avvenuta nel gennaio 1919, dell'U.C.I., poté arrestarne la decadenza ed, anzi, forse l'aggravò.
Le riprese delle 5 pellicole che costituirono la serie salgariana della "Rosa Film" (Il Corsaro Nero, primo della serie, più Il figlio del Corsaro rosso, La Regina dei Caraibi ed infine Gli ultimi filibustieri) furono effettuate per lunghi periodi in Sicilia ed in Spagna, con un considerevole impegno finanziario. La serie di film venne presentata tutta insieme nel settembre - ottobre 1921 al visto della censura. Furono le ultime pellicole ad essere prodotte dall'impresa milanese che in seguito, come tante altre aziende italiane del settore, cessò l'attività, nonostante che, ancora nella prima metà del 1921, si parlasse di una sua collaborazione con la "Éclair" e dell'apertura di una filiale a Parigi.

## Accoglienza
L'intera serie della "Rosa Film" tratta dal ciclo romanzesco salgariano, la cui distribuzione era stata affidata alla milanese "Felix Film", riscosse pochi commenti, e tutti scarsamente favorevoli. Secondo le opinioni oggi disponibili si preferì puntare, senza guardare troppo per il sottile, sul risultato commerciale derivante dalla fama dello scrittore: «Artisticamente ci sarebbe molto da dire su queste riduzioni edite dalla "Rosa film", ma la critica di dettaglio non potrebbe impedire di rilevare che lo scopo della Casa, quello di speculare sulla notorietà del romanziere per riempire la cassetta, è stato pienamente raggiunto».
Nessuna delle 5 pellicole del ciclo salgariano della  "Rosa Film" risulta oggi reperibile: Jolanda, la figlia del corsaro nero, è quindi considerato un film perduto.